# De avaritia
De avaritia. Dialogus contra avaritiam (lateinisch Über die Habsucht. Dialog gegen die Habsucht) ist ein Dialog des italienischen Humanisten Poggio Bracciolini aus dem Jahr 1429. Das Manuskript befindet sich in der Biblioteca Nazionale Centrale in Florenz und wurde erst 1994 zusammen mit einer Übersetzung ins Italienische als Buch veröffentlicht.
Thema des Dialogs ist der rechte Gebrauch des Reichtums. Entstanden in einer Zeit des kulturellen und wirtschaftlichen Umbruchs, als sich überkommene Standards und Praktiken der Wirtschaft und des sozialen Lebens in einer Umwandlung befanden, beleuchtet Poggio in unsystematischer Weise einzelne Aspekte von Staats-, Sozial- und Wirtschaftspolitik. Der Text gilt als ein frühes Beispiel einer Auseinandersetzung mit dem Entstehen neuer Werte des Kapitalismus während des Quattrocento in Italien.
Gewidmet ist der Dialog dem Patriarchen von Venedig, Francesco Barbaro.

## Der Dialog
Der Dialog findet im Garten von Poggio Bracciolini nach einem Gastmahl statt, das er seinen Freunden Antonio Loschi, Cincio da Rusticci und Bartolomeo da Montepulciano gegeben hat. Alle arbeiten in der Kurie unter Papst Martin V. als Sekretäre. Als fünfter kommt später noch der Gelehrte und Literat Andreas da Constantinopoli hinzu. Thema der folgenden Gespräche ist die Habgier des Menschen.
Poggio hält den Wunsch des Menschen, sich zu bereichern, für eine natürliche Anlage. Er betrachtet das Streben nach Reichtum als eine Tugend, nämlich als Ausdruck des Bestrebens jedes einzelnen, Qualität zu sichern und zu verbessern. Dem Konzept eines mittelalterlich-christlichen Armutsideals wird das humanistische Ideal eines angenehmen und verfeinerten Lebens, in dem man sich an Reichtum, Luxus und den Schönheiten der Kunst erfreut, gegenübergestellt. Er untersucht in De avaritia die Auswirkungen von habsüchtigem Verhalten auf die Stadt und das Staatswesen, und schießt sich auf die Professoren sowie auf die Bettelorden ein, die noch ein mittelalterliches Armutsideal predigten, gegen Luxus und Verschwendung der Oberschicht zu Felde ziehen, auf Kosten anderer lebten, und, wie Poggio sich ausdrückt, „ihre Lügen verbreiten“.
Antonio Loschi verteidigt in seinem Beitrag die Habgier mit dem Argument, durch Habgier des Einzelnen werde der Wohlstand der Bürger und der Glanz der Stadt Florenz mit ihren Bauten und ihren sozialen Einrichtungen geschaffen und gesichert. Ohne das Streben nach Gewinn würde nichts mehr gebaut, keine Kirchen, kein Porticus, die Künste würden aufhören zu existieren, und „ein Chaos in unserem Leben und unserem Staat wäre die Folge“.
Für diejenigen, die durch Landwirtschaft nur für ihr eigenes Überleben sorgen, hat er wenig Respekt. Wenn jeder nur für seine eigenen Bedürfnisse auf den Feldern ackere, ohne Überfluss und Gewinn im Blick zu haben, schwinde der Glanz der Städte dahin, ohne Erwirtschaftung eines Überflusses an Geld, keine sozialen Einrichtungen und keine Wohltaten. Er schließt ein Résumé überkommener Lehrmeinungen anerkannter Autoritäten an und verliert sich dann in pedantischem Zitieren einschlägiger antiker Texte.
Bartolomeo steigt in die Diskussion ein. Er hält Habgier und übermäßigen Konsum (luxuria) für die Grundlage allen Übels, er findet diese Laster ausgesprochen fatal, weil sie alle Tugenden – Freundschaft, Wohltätigkeit, Barmherzigkeit – zerstörten. Er zieht das Fazit, die Habgier nütze dem Einzelnen und schädige den Staat, sie sei ein Widerspruch zu christlichen Prinzipien und Tugenden. Nach einigem Hin und Her, ob Habgier oder Konsum die schlimmeren Laster sind, stellt Loschi deren Verwerflichkeit grundsätzlich in Frage, da es nie ein Gesetz gegeben habe, die Habgier zu bestrafen.
Andreas widerspricht Loschis Thesen. Eine gewisse Begehrlichkeit entspreche der Natur des Menschen, sie unterscheide sich aber von der Habgier. Begehrlichkeit finde sich bei Königen, Fürsten und Philosophen. Ein wirklich weiser Mann aber könne nicht habgierig sein, weil Tugend und Habgier nie zusammenkommen könnten. Am Ende des Gesprächs zitiert Andreas aus einem Text Ciceros: „Denn nichts ist so eng- und kleinherzig als die Liebe zum Reichtum; nichts rühmlicher und edler, als das Geld zu verachten, wenn man keines hat, und wenn man es hat, es großzügig zu wohltätigen Zwecken zu verwenden“.

## Historischer Hintergrund

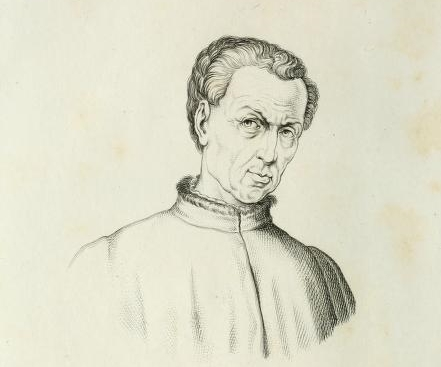
Poggio Bracciolini, Stich aus dem 19. Jahrhundert

Poggio Bracciolini war der Sohn eines Spezereiwarenhändlers und stammte aus einer verarmten toskanischen Familie. Er studierte Jura in Bologna und Florenz und erhielt über seinen Mentor Coluccio Salutati Zugang zu den klassischen Sprachen. Im Alter von 22 Jahren legte er am Studio Fiorentino sein Notarsexamen ab und wurde in die Arte dei giudici e notai von Florenz aufgenommen.
De avaritia ist eines der frühsten literarischen Werke des Autors. Als er den Dialog verfasste, hatte er bereits eine lange Karriere im Dienst der Kurie hinter sich. Er war als junger Mann auf Empfehlung Salutatis in die Kurie aufgenommen worden, wo er nach kurzer Zeit von Bonifatius IX. als Schreiber bestellt und im Laufe der folgenden Jahre auch in diplomatischen Missionen eingesetzt wurde. Bei dem Rückzug aus seinen Kurien-Ämtern im Jahr 1453 hatte er Posten unter 8 Päpsten bekleidet. Als er De avaritia vollendete, war er segretario apostolico am Hof Papst Martin V. (Oddone Colonna), einem Mitglied der Colonna-Familie, die zu den reichsten und mächtigsten Familien im damaligen Rom zählten. Ab 1453 bis 1458 stand er als Kanzler der Republik Florenz in Diensten der Medici. Gegen Ende seines Lebens gehörten die Bracciolini zu den 150 reichsten Familien in Florenz.
In einem Brief an Niccolò Niccoli bedauert Poggio, dass er sein Buch zu Lebzeiten des Papstes nicht veröffentlichen kann, da Habgier die hervorstechende Eigenschaft sei, die dem Papst von seinen Zeitgenossen zugeschrieben werde.
Bracciolinis Manuskript zirkulierte in Abschriften auch außerhalb Italiens in Kreisen der Humanisten.

## Textausgaben und Übersetzungen
- De avaritia (e tre epistole), nel vol. Prosatori latini del Quattrocento. A cura di  Eugenio Garin. Einaudi, Turin, 1977. S. 218–301.
- De avaritia: (Dialogus contra avaritiam). Trascrizione, traduzione e note di Giuseppe Germano, post-fazione di Adriano Nardi. Belfort, Livorno 1997. (Lateinisch und Italienisch).

Faksimile von Ms. Conv. Soppr. J.1.16 . Florenz, Biblioteca nazionale centrale.
- Poggio Bracciolini: “On Avarice,” in: The Earthly Republic: Italian Humanists on Government and Society. Edited and translated by Benjamin G. Kohl, and Ronald G. Witt, with Elizabeth B. Welles,  Philadelphia: University of Pennsylvania Press, 1978.  S. 231–289.